# A Change of Seasons Tour
A Change of Seasons Tour è stata una mini tournée della band progressive metal, Dream Theater svoltasi interamente in Giappone.
Il tour comprendeva 3 date di cui quella iniziale che si è svolta ad Osaka, Il 26 ottobre del 1995 e quella conclusiva il 30 ottobre del medesimo anno a Tokyo.

## Tipica scaletta

### Kosei-Nenkin Hall - Osaka, Giappone
- Little Green Bag/Wake Up! (intro tape)
- Under a Glass Moon
- The Mirror
- Lie
- Lifting Shadows Off a Dream con introduzione estesa
- The Rover cover Led Zeppelin
- Killers cover Iron Maiden
- Damage Inc. cover dei Metallica
- In the Flesh? cover dei Pink Floyd
- Heart of the Sunrise cover degli Yes
- Innocence Faded
- A Change of Seasons
- Assolo di chitarra di John Petrucci For Rena/Lost Without You
- Surrounded
- assolo di tastiera di Derek Sherinian
- Erotomania con un assolo di batteria
- Voices
- The Silent Man versione elettrica
- Pull Me Under
- --------------encore-------------
- Wait for Sleep versione acustica
- Perfect Strangers cover dei Deep Purple
- Eve (outro tape)

### NHK Hall - Tokyo, Giappone
- Little Green Bag/Wake Up! (intro tape)
- Under a Glass Moon
- The Mirror
- Lie
- Lifting Shadows Off a Dream con un'introduzione più estesa
- The Rover cover dei Led Zeppelin
- Killers cover degli Iron Maiden
- Damage Inc. cover dei Metallica
- In the Flesh? cover Pink Floyd
- Heart of the Sunrise cover degli Yes
- Innocence Faded
- A Change of Seasons
- Assolo di chitarra di John Petrucci For Rena/Lost Without You
- Surrounded
- assolo di tastiera di Derek Sherinian
- Erotomania con un assolo di batteria
- Voices
- The Silent Man versione elettrica
- Pull Me Under
- --------------encore-------------
- Perfect Strangers cover dei Deep Purple
- --------------encore-------------
- Wait for Sleep versione acustica
- Learning to Live
- Eve (outro tape)

### Shibuya Kokaido Hall - Tokyo, Giappone
- Little Green Bag/Wake Up! (intro tape)
- 6:00
- Under a Glass Moon
- Caught in a Web
- Lifting Shadows Off a Dream con un'introduzione più estesa
- The Rover cover dei Led Zeppelin
- Killers cover dei Iron Maiden
- Damage Inc. cover dei Metallica
- In the Flesh? cover dei Pink Floyd
- Heart of the Sunrise cover degli Yes
- Innocence Faded
- A Change of Seasons
- Assolo di chitarra di John Petrucci For Rena/Lost Without You
- Another Day
- Assolo di tastiera di Derek Sherinian
- Erotomania con un Assolo di batteria
- Voices
- The Silent Man versione elettrica
- Pull Me Under
- --------------encore-------------
- Bad (versione acustica) cover degli U2
- Tears (versione acustica) cover dei Rush
- Wait for Sleep versione acustica
- Learning to Live con una mini cover di One dei Metallica

## Date e tappe
| Data            | Città           | Paese           | Località             | Note            |
| Tappa: Giappone | Tappa: Giappone | Tappa: Giappone | Tappa: Giappone      | Tappa: Giappone |
| --------------- | --------------- | --------------- | -------------------- | --------------- |
| 26 ottobre 1995 | Osaka           | Giappone        | Kosei-Nenkin Hall    | [ 3 ]           |
| 28 ottobre 1995 | Tokyo           | Giappone        | NHK Hall             | [ 3 ]           |
| 30 ottobre 1995 | Tokyo           | Giappone        | Shibuya Kokaido Hall | [ 3 ]           |

## Formazione
- James LaBrie - voce
- John Petrucci - chitarra
- John Myung - basso
- Mike Portnoy - batteria
- Derek Sherinian - tastiere